# Zygothrica vittivirgata
Zygothrica vittivirgata är en tvåvingeart som beskrevs av Burla 1956. Zygothrica vittivirgata ingår i släktet Zygothrica och familjen daggflugor. Inga underarter finns listade i Catalogue of Life.